# Milan-San Remo 1997
L'édition 1997 de la course cycliste Milan-San Remo s'est déroulée le samedi 22 mars 1997 et est remportée au sprint par Erik Zabel. C'est la première des quatre victoires de ce dernier à San Remo. Le sprint est marqué par une chute spectaculaire impliquant notamment Laurent Jalabert, Johan Museeuw et Maximilian Sciandri.
La course disputée sur un parcours de 294 kilomètres est la première manche de la Coupe du monde de cyclisme sur route 1997.

## Résumé
Michele Bartoli possède une petite avance en haut du Poggio, avant d'être rejoint par un groupe comprenant Johan Museeuw, Andrea Ferrigato et Marco Pantani. Rolf Sørensen mène les poursuivants, qui rejoignent les leaders dans la descente. Un groupe de 40 coureurs se joue la victoire dans un sprint massif, pour la première fois en 17 ans. Alberto Elli lance le sprint de loin, mais est rattrapé par la star du sprint allemand Erik Zabel. Plusieurs coureurs sont impliqués lors du sprint dans une chute spectaculaire, y compris Laurent Jalabert, Johan Museeuw et Maximilian Sciandri. Zabel est le deuxième vainqueur allemand de la Primavera après Rudi Altig en 1968.

## Classement
| #  | Coureur              | Équipe                      |    | Temps           |
| -- | -------------------- | --------------------------- | -- | --------------- |
| 1  | Erik Zabel           | Team Deutsche Telekom       | en | 6 h 57 min 47 s |
| 2  | Alberto Elli         | Casino-C'est votre équipe   |    | m.t             |
| 3  | Biagio Conte         | Scrigno-Gaerne              |    | m.t             |
| 4  | Francesco Casagrande | Saeco-AS Juvenes San Marino |    | m.t             |
| 5  | Michele Bartoli      | MG Maglificio-Technogym     |    | m.t             |
| 6  | Mirko Celestino      | Team Polti                  |    | m.t             |
| 7  | Sergueï Outschakov   | Team Polti                  |    | m.t             |
| 8  | Rolf Sørensen        | Rabobank                    |    | m.t             |
| 9  | Andrea Ferrigato     | Roslotto-ZG Mobili          |    | m.t             |
| 10 | Andrea Noè           | Asics-C.G.A.                |    | m.t             |